# Powiat Faido
Faido (wł. Circolo di Faido) – powiat w Szwajcarii, w kantonie Ticino, w okręgu Leventina. Siedziba administracyjna powiatu znajduje się w miejscowości Faido. 
Powiat składa się z jednej gminy (comune) o powierzchni 132,59 km² i o liczbie mieszkańców 2949.

## Gminy
| Nazwa gminy | Liczba mieszkańców 31 grudnia 2021 | Powierzchnia km² |
| ----------- | ---------------------------------- | ---------------- |
| Faido       | 2 789                              | 132,59           |

## Zmiany administracyjne
- 29 stycznia 2006
  - przyłączenie gmin Calonico, Chiggiogna i Rossura do gminy Faido
- 1 kwietnia 2012
  - przyłączenie gmin Anzonico, Calpiogna, Campello, Cavagnago, Chironico, Mairengo i Osco do gminy Faido
- 10 kwietnia 2016
  - przyłączenie gminy Sobrio do gminy Faido